# Cajun (etnie)
Cajuns (în engleză [ˈkei.dʒəns̩] (ascultăⓘ); franceză Acadiens, Cadiens [ [ka.ˈdjɛ̃]] (ascultăⓘ)) sunt o populație francofonă care trăiește în regiunea Acadiana în statul american Louisiana. Sunt descendenți ai exilaților din secolul al XVIII-lea din provinciile atlantice ale Canadei (New Brunswick, Nova Scotia și Prince Edward Island din prezent), numiți francezii acadieni.

## Muzică

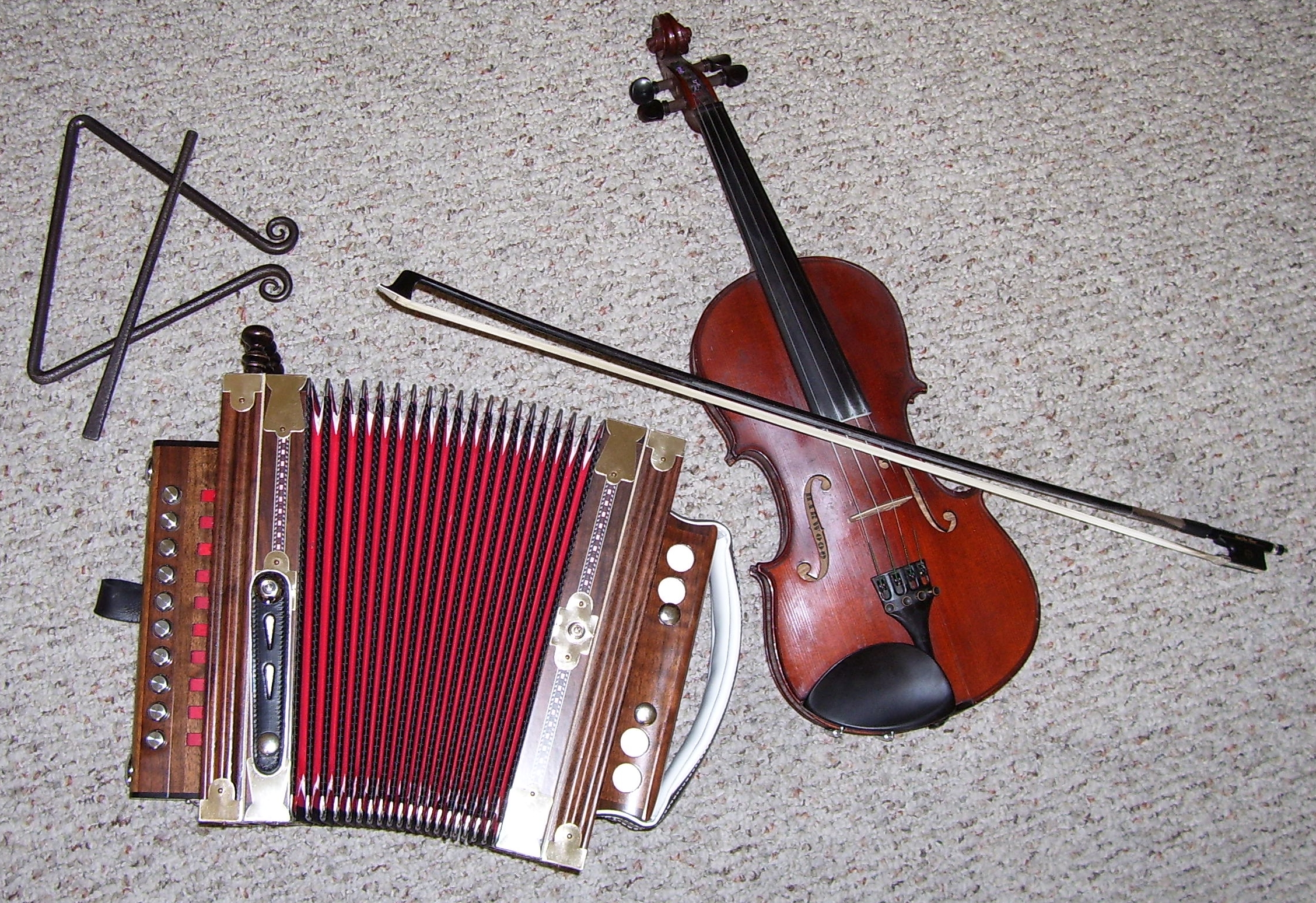
Instrumente muzicale cajun

Cajunii au dezvoltat muzica cajun, un gen muzical care a influențat foarte mult muzica populară din SUA și în special muzica country.
Muzica cajun este una dintre cele mai vechi muzici populare din SUA. Este simplă, melodică și extrem de ritmată; adesea este un vals sau Two Step. Instrumentația constă de obicei din scripcă, acordeon cajun, chitară, contrabas și tit-fer (fier mic), un trianglu.
Textele, care sunt predominant în limba franceză, sunt în mare parte despre povești cajun despre dragoste, vânătoare, băutură și festivalurile lor. La începutul secolului al XX-lea, stilul muzical independent Zydeco a apărut datorită influențelor creole și afro-americane. Există paralel cu muzica tradițională și folosește nu doar instrumente clasice, ci și amplificatoare electric, adesea textele lor sunt scrise în engleză.

### Cântece
- „Ma Valse Preferé” – Joe & Cleoma (Breaux) Falcon (1934);
- „Ma Valse Favori” – Cleoma Falcon (1936);
- „Jambalaya (On the Bayou)” (1952) atribuită lui Hank Williams, muzica luată din cântecul Cajun „Grand Texas”;
- „Acadian Driftwood” (1975), un cântec popular bazat pe expulzarea din Acadia de Robbie Robertson, apărută pe albumul formației The Band Northern Lights – Southern Cross;
- „Louisiana Man” (1961), un cântec scris și interpretat de Doug Kershaw;
- „Jolie Blonde” (sau „Jolie Blon”, „Jole Blon”, „Joli Blon”), textul și muzica despre istoria valsului tradițional Cajun, este adesea denumit „imnul național cajun”;
- „Adalida” de George Strait cântec despre o „pretty little Cajun queen” (drăguța regină Cajun).

## Filme
- 1981 Jocul cu moartea (Southern Comfort), regia Walter Hill, cu Powers Boothe
- 1986 The Big Easy, regia Jim McBride, cu Dennis Quaid
- 1986 Belizaire the Cajun, regia Glen Pitre, cu Armand Assante
- 1992 Passion Fish, regia John Sayles, cu Mary McDonnell
- 2006 Little Chenier, regia Bethany Ashton, cu Johnathon Schaech
- 2008 Strania poveste a lui Benjamin Button (The Curious Case of Benjamin Button), regia David Fincher, cu Brad Pitt
- 2009 In the Electric Mist, regia Bertrand Tavernier, cu Tommy Lee Jones